# 原貞胤
原 貞胤（はら さだたね、弘治3年（1557年） - 没年未詳）は、戦国時代から江戸時代前期にかけての武将。隼人佑。原氏 (土岐氏族)。

## 生涯
弘治3年（1557年）、武田晴信（武田信玄）の譜代家老である原昌胤の3男として生まれる。異説として昌胤の長男・昌栄の子という説もある。
天正8年（1580年）に兄の原昌栄が戦死したため、家督を継いで武田勝頼に仕え、父や兄と同じく隼人佑を称した。武田勝頼が甲斐新府城築城を開始した際、真田昌幸と共に奉行を務めている。天正10年（1582年）3月の織田信長・徳川家康連合軍の甲州征伐で武田氏が滅亡すると、徳川家康の家臣となった。後に家康の命令で越前松平家の家臣となった。なお、『信長公記』では貞胤は高遠城において戦死したとしているが、その後も存命した記録があることが指摘される。
大坂冬の陣では松平忠直の麾下の黒幌衆として参戦。冬の陣と夏の陣の和議の間には、かつて真田昌幸と同僚だったことから親交もあった昌幸の次男・真田信繁（真田幸村）の説得を務める役目を担い、信繁の招きに応じて酒宴を開いたことが『武林雑話』で紹介されている。
慶長20年（1615年）、越前松平軍と信繁の軍は大坂夏の陣で正面から激突した。のち、越前軍の西尾宗次が討ち取った信繁の首実検を行った。
大坂の陣以降の死亡日は不明。
子孫は尾張藩士となった家系、秩父に土着した家系がある。